# Monastyryska (huyện)
Huyện Monastyryska (tiếng Ukraina: Монастириський район, chuyển tự: Monastyryskas’kyi raion) là một huyện của tỉnh Ternopil thuộc Ukraina. Huyện Monastyryska có diện tích 558 kilômét vuông, dân số theo điều tra dân số ngày 5 tháng 12 năm 2001 là 34552 người với mật độ 62 người/km2. Trung tâm huyện nằm ở Monastyryska.